# 玉田玉秀斎
玉田 玉秀斎（たまだ ぎょくしゅうさい）は、講談の名跡。玉田永教の神道講釈の流れをくむ玉田派の名跡。当代は四代目。
- 二代目玉田玉秀斎 - 長らく「二代目」とされていた玉田玉秀斎の襲名以前にもう一人いたことを示す資料が見つかり、調査が進められている[1][2][3]。

## 三代目
三代目玉田 玉秀斎（1856年- 1919年）は、初代玉田玉秀斎の門弟。本名は加藤 万次郎。速記講談時代のペンネームは「雪花山人」、「野花散人」など。号は「玉麟」。長らく「二代目」とされていたが、2016年に旭堂南陽が玉田玉秀斎（現・四代目）を襲名する際の調査で、初代のあとに「幻の二代目」が存在することが明らかになった為、三代目に変更された。
京都の神職の家に生まれ、幼少から講談に親しみ、大阪で錫職人を経て講談に入った。1896年に巡業中の今治で人妻の山田敬と駆け落ちし大阪に戻る。敬は廻船問屋「日吉屋」の内儀で玉田の一歳上、夫と5人の子を残しての出奔だった。敬の長女・寧は母親の駆け落ちを理由に嫁ぎ先から離縁された。玉田は速記者の山田都一郎と組んで速記講談に転じ、3代目玉田玉秀斎を襲名。山田都一郎と寧を結婚させたが、2年ほどで離婚したため、それを契機に速記講談から書き講談に転じ、敬の子供たち（長女、長男、三男、四男）も加わって一派を作って活動し、1911年には一派で立川文庫の企画・執筆を行なった。寧の娘の池田蘭子（1893年－1976年）も立川文庫で執筆や小説を書いた。蘭子はその後パーマ技術を学んで大阪で美容院を開業して成功し、自伝小説『女紋』を上梓、菊田一夫の脚本で舞台化もされた。

## 四代目
四代目玉田 玉秀斎（1976年11月30日 - ）は、4代目旭堂南陵の弟子。前名は、旭堂 南陽（きょくどう なんよう）。本名は非公開。スウェーデン語を話せる講談師である。
大阪市平野区に生まれる。大阪府立長野高等学校を経て、大阪市立大学法学部卒業。高校時代にロータリー青少年交換留学生として、スウェーデンに1年間留学する。赤十字語学奉仕団などのボランティア活動を行っていた。
司法浪人中に講談を知り、2001年11月11日、旭堂小南陵（のち4代目旭堂南陵）に入門。2004年4月～5月にかけて、ブラジルでポルトガル語の講談を披露する。同年7月、アメリカ・ボストンでの英語講談・修羅場読みを披露した。その様子は、NHK WORLD「what's on Japan」で全世界に放送された。
2010年、宮崎県都城市特派大使に就任。2016年11月、四代目玉田玉秀斎を襲名。97年ぶりの名跡復活であった。2021年、大阪講談協会を退会し、フリーとなる。
2022年、三重大学大学院人文社会科学研究科修士課程忍者・忍術学コースに進学し、2024年3月に修了。2024年4月、和歌山大学大学院観光学研究家後期博士課程に進学。

### 人物
2021年8月9日、岡山市のシティライトスタジアムで開催された明治安田生命Ｊ2リーグ2021第24節、ファジアーノ岡山対レノファ山口戦のイベントの一環で、ファジアーノ岡山の歴史を講談で披露した。これをきっかけにファジアーノ岡山を応援するようになり、自身のtwitterでもファジアーノ岡山について発信している。

### 出演
- 玉秀斎の関西講談ウォーク（ラジオNIKKEI第1放送 毎週土曜 8:00 - 8:15、2016年4月2日 - 2017年12月30日）パーソナリティ[注釈 1][13]

### 弟子
- 玉田玉山（本名：丸山俊吾、2019年3月入門）